# Viñuela
Viñuela là một đô thị trong tỉnh Málaga, cộng đồng tự trị Andalusia Tây Ban Nha. Đô thị này có diện tích là 27,22 ki-lô-mét vuông, dân số năm 2009 là 1980 người với mật độ người/km². Đô thị này có cự ly 47 km so với tỉnh lỵ Málaga.